# José Augusto Vieira
José Augusto Vieira, (Valença do Minho, 13 de julho de 1856 – Porto, 13 de julho de 1890), foi um escritor português da segunda metade do século XIX de estética naturalista e cuja predilecção foi abordar e descrever a sua província do Minho.

## Biografia
Publicou um livro chamado "As fototipias do Minho" que reúne quatro narrativas: As arrecadas de Rosinha, A cura de uma nevrose, A procissão dos defuntos e "A carta do Brasil", em parte anteriormente publicadas na imprensa sob o pseudônimo de Rui de Pina.
Na nota preliminar que antecede os contos, o autor esclarece as ambições científicas já manifestadas no título Fototipias, isto é, fotografias: As Fototipias são a tradução das condições do meio, que influenciaram toda a nossa infância e grande parte da nossa mocidade.
A terminologia científica e a formação médica do autor refletem-se particularmente na extensa narrativa Cura de uma nevrose: aqui, o histerismo de Luísa, filha do morgado de Soutelo, é perspectivada de forma oposta pelo gentio da aldeia, nomeadamente pelo padre Júlio e pela bruxa Tia Maria, mulher de aparente virtude, que consideram a jovem endemoninhada e decidem, pois, exorcizá-la através de um rude ritual sexual, e pelo narrador, que o explica por razões patológicas, denunciando as superstições populares e o partido que delas tiram os indivíduos sem escrúpulos, sobretudo os de origem clerical.
Encontra-se colaboração da sua autoria nas revistas Era Nova (1880–1881) e Revista de Estudos Livres (1883–1886) dirigidas por Teófilo Braga.

## Obras
- Phototypias do Minho, contos, 1879, segunda edição em 1906
- A divorciada, romance, 1881, segunda edição em 1906 (eBook)
- O Minho pittoresco, Lisboa: Livraria de António Maria Pereira, 1886–1887: 2 volumes.

## Referência
- LUFT, Celso Pedro. Dicionário de literatura portuguesa e brasileira. Rio de Janeiro: Ed. Globo, 2.ª edição, 1969.

1. ↑  Rita Correia (2 de maio de 2013). «Ficha histórica: Era Nova: Revista do Movimento Contemporâneo (1880-1881)» (pdf). Hemeroteca Municipal de Lisboa. Consultado em 7 de outubro de 2014
2. ↑  Pedro Mesquita (22 de outubro de 2013). «Ficha histórica: Revista de estudos livres   (1883-1886)» (pdf). Hemeroteca Municipal de Lisboa. Consultado em 17 de abril de 2015